# 328 TCN
328 TCN là một năm trong lịch La Mã.